# デビッド・ホイーラー
デビッド・ジョン・ホイーラー（David John Wheeler、1927年2月9日 - 2004年12月13日）は、コンピュータ科学者。バーミンガム生まれ。ケンブリッジ大学トリニティ・カレッジで数学を学び、1948年卒業。1951年、世界初のコンピュータ科学のPh.D.を取得した。

## 生涯
コンピュータ科学分野での彼の貢献には、EDSACとブロックソート（Burrows-Wheeler変換）が、まず挙げられる。モーリス・ウィルクスと Stanley Gill と共に彼はサブルーチンの発明者に数えられている。EDSACのサブルーチンコール技法（en:Electronic Delay Storage Automatic Calculator#Programming techniqueを参照）における、Aレジスタに戻り番地を置いてからサブルーチンの先頭に飛ぶジャンプは Wheeler Jump と呼ばれている。また、CAPコンピュータという Capability-based security に基づく世界初のコンピュータの実装責任者を務めた。暗号理論では、WAKEの設計者であり、TEAやXTEA暗号をロジャー・ニーダムと共に設計した。
1957年8月、ホイーラーは Joyce Blacker と結婚した。彼女自身も1955年から EDSAC上で数学的研究を行っていた学生であった。1964年、ホイーラーはケンブリッジ大学ダーウィン・カレッジのフェローとなり、1994年に公式には引退した。しかしその後も死の直前までケンブリッジ大学コンピュータ研究所の一員として活動し続けた。
ホイーラーの言葉として "All problems in computer science can be solved by another level of indirection."（コンピュータ科学のいかなる問題も他のレベルのインダイレクションによって解決できる）という言葉がしばしば引用される（en:Fundamental theorem of software engineering、“ソフトウェア工学の基本定理”）。別のホイーラーの言葉として "Compatibility means deliberately repeating other people's mistakes."（互換性は他の人々の間違いを意図的に繰り返すことを意味する）がある（ただし英語版の当記事で現在要出典タグが付いている）。

## 科学アカデミー会員
- 1981年 王立協会フェロー
- 1994年 ACMフェロー
- 2003年 コンピュータ歴史博物館フェロー

## 著作
- Wilkes, Maurice; Wheeler, David; Gill, Stanley (1951), The Preparation of Programs for an Electronic Digital Computer, ISBN 0-262-23118-2（プログラミングについての世界最初の書籍。ISBNは再刊時のもの）